# Binning (metagenómica)
En metagenómica, el binning , es el proceso computacional de agrupar los fragmentos de ADN ensamblados contigs que provienen de una misma población microbiana dentro de una muestra ambiental. Cada “bin” resultante corresponde a un borrador de genoma (draft genome), que tras refinamiento se denomina MAG (Metagenome‑Assembled Genome).
Los métodos de binning pueden basarse en características de la secuencia compositiva (como el contenido de GC o las frecuencias de tetranucleótidos) o en la cobertura del mapeo de lecturas de secuencias en las muestras, o en ambos. 

## Introducción
Las muestras metagenómicas generalmente consisten en datos de secuenciación de muchos organismos no relacionados, ya que  están compuestas por el ADN de toda la comunidad de microorganismos contenidos en una muestra ambiental. Por ejemplo, en un solo gramo de suelo puede haber hasta 18.000 tipos diferentes de organismos, cada uno con su propio genoma. 
Los conjuntos metagenómicos suelen estar fragmentados en forma de muchos contigs, especialmente en conjuntos de lectura corta donde las repeticiones y los elementos integradores pueden ser difíciles de resolver. Por lo tanto, la clasificación ocurre después del ensamblaje metagenómico y representa el esfuerzo por asociar los contigs fragmentados con un genoma de origen, denominado Genoma Ensamblado de Metagenoma (MAG). La taxonomía de los MAG se puede inferir luego a través de la ubicación en un árbol filogenético de referencia utilizando algoritmos como GTDB -Tk. 

## MAG (Metagenome‑Assembled Genome)
Un MAG es el genoma completo de un microorganismo que se reconstruye directamente a partir de fragmentos de ADN obtenidos de muestras ambientales  por ejemplo, agua, suelo o el intestino, usando métodos de secuenciación masiva y ensamblaje computacional, sin necesidad de cultivar el microbio en el laboratorio. Esto permite descubrir y estudiar organismos que no pueden crecer en condiciones de cultivo tradicionales.

## Flujo de lmplementación del binning
Todos los Genomas en una muestra
Tenemos una muestra dentro de ellas pueden convivir decenas, cientos o miles de especies microbianas. Cada círculo de color (azul, amarillo, gris…) representa el genoma de una especie o cepa diferente.
Secuenciación (Lecturas)
En este proceso extraes el ADN total de la muestra y lo cortas en millones de fragmentos cortos (150–300 bp si usas Illumina). Cada fragmento se lee produciendo las lecturas.
Las barritas de colores (azul, amarillo, gris) son lecturas que todavía no están ordenadas ni asignadas a ningún genoma en concreto.
Ensamblaje (Contigs)
Reconstrucción de trozos más largos juntando lecturas que se solapa, de esta manera obtenemos los contigs usando ensambladores especializados en metagenomas (metaSPAdes, MEGAHIT, IDBA-UD).
Binning (Agrupamiento de contigs)
Ahora conviertes cientos de miles de contigs en cajas(bins), dónde cada caja contiene los contigs de un mismo genoma, cada bin reúne contigs suficientes para construir un MAG.
Las técnicas modernas de agrupación utilizan tanto la información previamente disponible independientemente de la muestra como la información intrínseca presente en la muestra. Dependiendo de la diversidad y complejidad de la muestra, su grado de éxito varía: en algunos casos pueden resolver las secuencias hasta especies individuales, mientras que en otros las secuencias se identifican en el mejor de los casos con grupos taxonómicos muy amplios.
La agrupación de datos metagenómicos de varios hábitats podría ampliar significativamente el árbol de la vida. Este enfoque de los metagenomas disponibles a nivel mundial agrupó 52.515 genomas microbianos individuales y amplió la diversidad de bacterias y arqueas en un 44%.

## EstándaresMIMAG(Minimum InformatiFinished Ensamblajeon about a Metagenome-Assembled Genome)
Los estándares MIMAG fueron desarrollados por el GSC (Genomic Standards Consortium) que es una comunidad internacional abierta formada por investigadores y bases de datos que desarrolla y mantiene estándares mínimos de metadatos para todo tipo de datos genómicos y metagenómicos. Estos estándares establecen cuatro categorías de calidad, basadas en tres ejes principales: calidad del ensamblaje, completitud y contaminación (medidas por genes marcadores unicopia) y presencia de ARN ribosómicos y de transferencia.

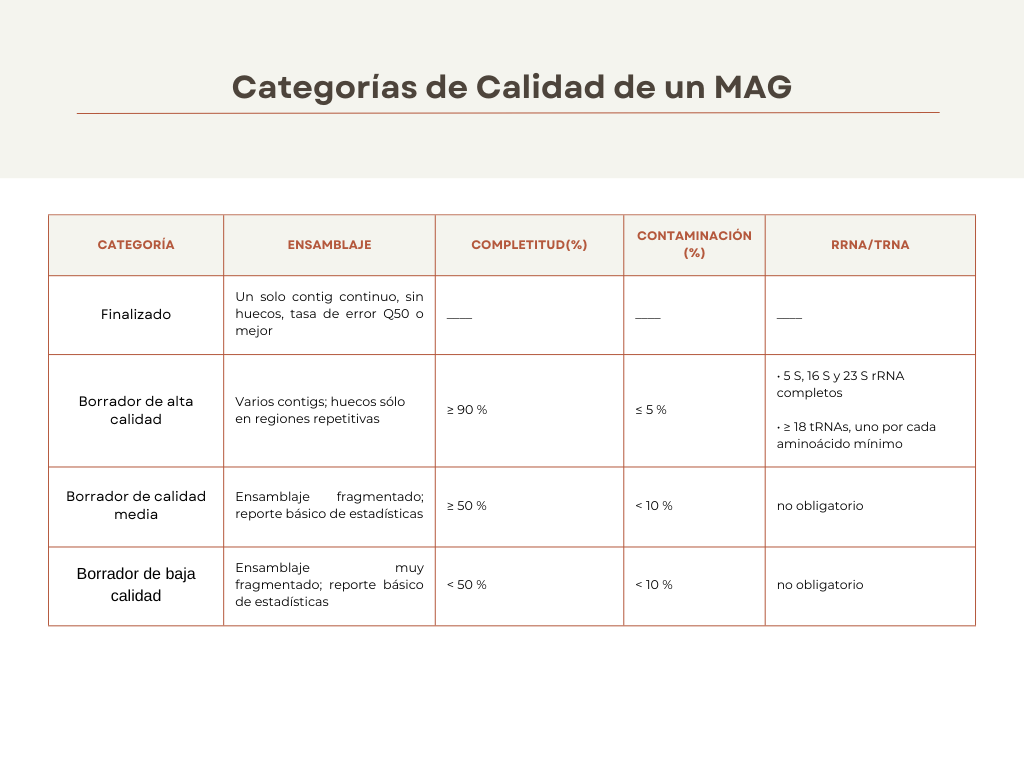
Tabla explicativa de las categorías de la calidad de un MAG

Los estándares MIMAG (Minimum Information about a Metagenome-Assembled Genome) desarrollados por el Genomic Standards Consortium establecen criterios mínimos para evaluar y reportar la calidad de los MAGs. Se organizan en cuatro categorías de calidad, basadas en tres ejes principales: calidad del ensamblaje, completitud y contaminación (medidas por genes marcadores unicopia) y presencia de ARN ribosómicos y de transferencia.

## Algoritmos
Los algoritmos de binning son métodos computacionales diseñados para agrupar de forma automática los fragmentos de ADN ensamblados (contigs) que provienen de la misma población microbiana dentro de una muestra metagenómica. En su funcionamiento combinan dos métodos.
Los métodos no supervisados
Estos métodos no requieren información previa de referencia, agrupan los contigs según los patrones emergentes de datos, como la Composición de nucleótidos (GC-content, frecuencias de k-mers), Cobertura de lectura (abundancia relativa en una o varias muestras) y ensamblajes de pares de lecturas (paired-end linkage).
Los Métodos supervisados
Estos métodos emplean bases de datos de genomas conocidos y clasifican los contigs mediante alineamiento o perfiles de genes marcadores unicopia, refuerzan la separación basada en señales específicas de linaje, como firmas de tetranucleótidos típicas de un taxón.
Algunos algoritmos híbridos combinan ambas estrategias, usando primero asignaciones rápidas por composición (no supervisado) y luego refinando con alineamientos a bases de datos (supervisado) o viceversa. Gracias a estos enfoques, el binning convierte cientos de miles de contigs en unos pocos miles de “bins”, cada uno aproximando el borrador de un genoma (MAG) que puede refinarse y anotarse para descubrir especies, funciones y redes ecológicas en comunidades microbianas complejas.

## TETRA

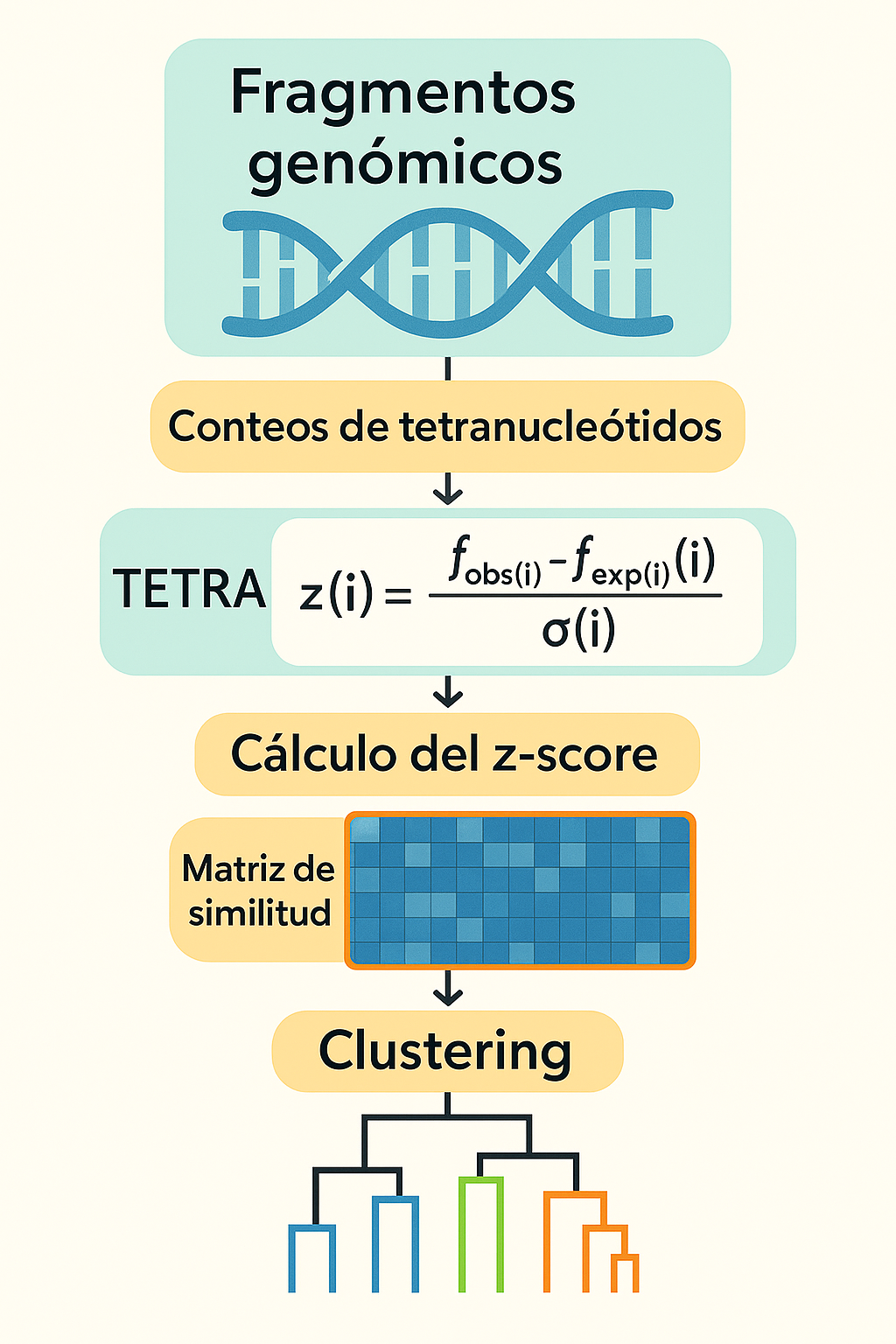
Algoritmo de Tetra

TETRA (Tetranucleotide Usage Analysis) es un algoritmo de binning metagenómico basado en la firma composicional del ADN. Cada genoma tiene patrones característicos en la frecuencia de tetranucleótidos—secuencias contiguas de cuatro bases (256 posibles combinaciones)—que reflejan su evolución y su maquinaria molecular. TETRA calcula para cada fragmento genómico (contig) la frecuencia observada de cada tetranucleótido y la compara con la frecuencia esperada bajo un modelo de composición de nucleótidos (mononucleotídico o dinucleotídico), generando así una puntuación z para cada 4-mer(tetranucleótido). Estas puntuaciones miden la sobrerrepresentación o infrarrepresentación relativa de cada tetranucleótido, y juntas conforman un “vector de firma” de 256 dimensiones para ese fragmento. 

## Fundamento estadístico de TETRA
Conteo
Para cada fragmento (contig) se cuentan las ocurrencias de los 256 tetranucleótidos.
Cálculo de puntuaciones z
Se calcula la frecuencia observada {\displaystyle f_{\mathrm {obs} }(i)} de cada tetranucleótido i.
Se estima la frecuencia esperada {\displaystyle f_{\mathrm {exp} }(i)} bajo un modelo de Markov de orden 0 o 1 (basado en composición mononucleotídica o dinucleotídica).
La puntuación z para el tetranucleótido i es :
{\displaystyle z(i)={\frac {f_{\mathrm {obs} }(i)-f_{\mathrm {exp} }(i)}{\sigma (i)}}}
Donde {\displaystyle \sigma (i)} es la desviación estándar esperada de {\displaystyle i}.
Un {\displaystyle z} alto (positivo) indica sobre-representación; un {\displaystyle z}  negativo, infra-representación.
Este vector de 256 puntuaciones {\displaystyle z} constituye la “firma tetranucleotídica” del fragmento. 

## Comparación entre secuencias
Para dos fragmentos/genomas A y B con vectores de puntuaciones z zA y zB, se calcula la correlación de Pearson:
{\displaystyle \rho _{A,B}={\frac {\displaystyle \sum _{i}{\bigl (}z_{A}(i)-{\bar {z}}_{A}{\bigr )}\,{\bigl (}z_{B}(i)-{\bar {z}}_{B}{\bigr )}}{{\sqrt {\displaystyle \sum _{i}{\bigl (}z_{A}(i)-{\bar {z}}_{A}{\bigr )}^{2}}}\;{\sqrt {\displaystyle \sum _{i}{\bigl (}z_{B}(i)-{\bar {z}}_{B}{\bigr )}^{2}}}}}}
Una ρ cercana a 1 implica que A y B comparten patrón composicional ⇒ probablemente provengan de especies/genomas relacionados.

## Flujo de trabajo en TETRA
Cálculo de FIRMA tetranucleotídica dónde se aplican ventanas móviles o se procesan los contigs completos.
Matriz de similitud, dónde se calcula la matriz de correlaciones entre todos los contigs.
Clustering, dónde se puede aplicar hierarchical clustering, DBSCAN o algoritmos de propagación de etiquetas (Label Propagation) para agrupar contigs con alta ρ.
Refinamiento, dónde se combinan con otras pistas (cobertura, enlaces de pares de lecturas) para separar contigs que pudieran mezclar cepas muy parecidas o eliminar contigs espurios. 

### MEGAN

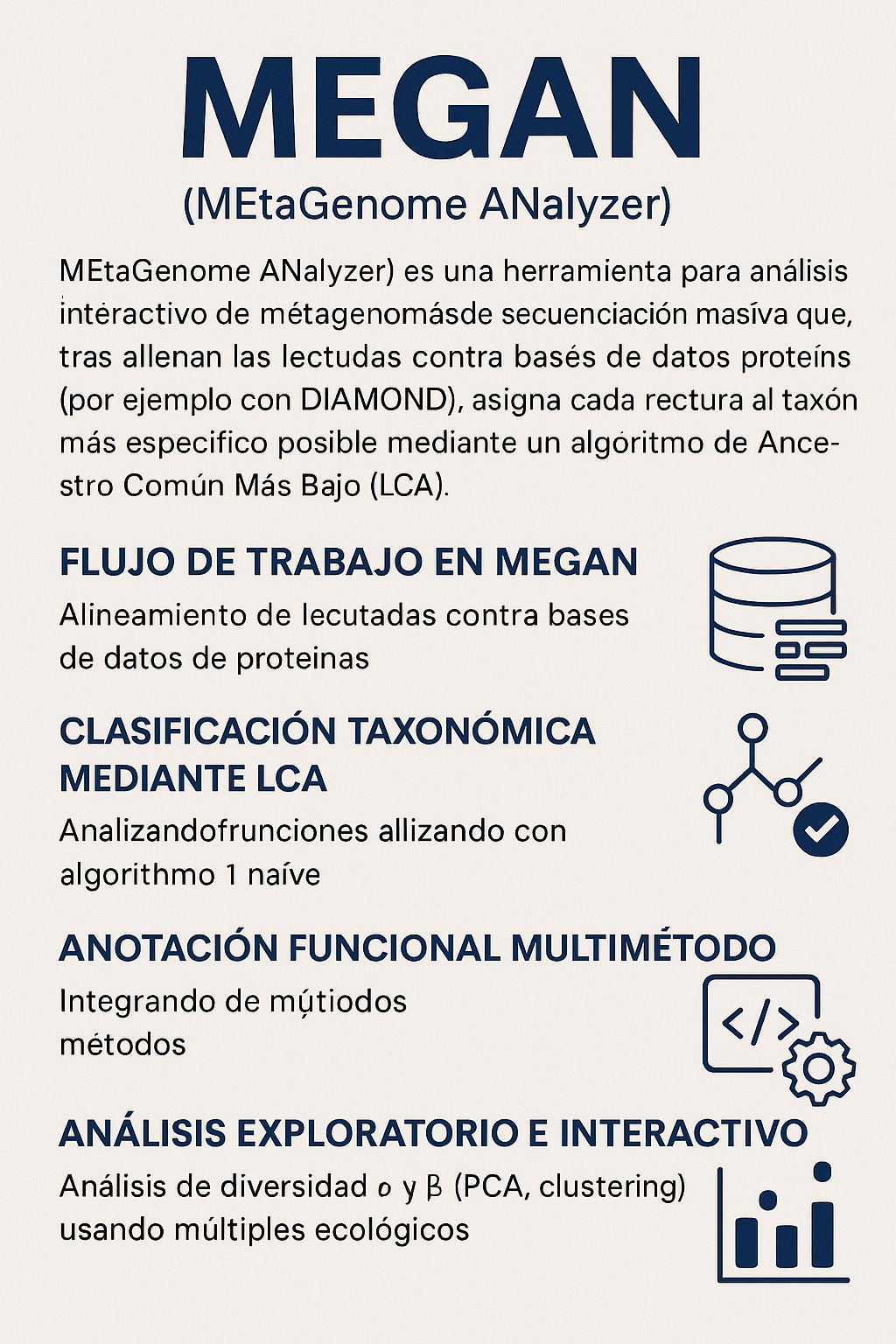
Algoritmo Megan

MEGAN (MEtaGenome ANalyzer) es una herramienta para el análisis interactivo de metagenomas de secuenciación masiva que, tras alinear las lecturas contra bases de datos de proteínas (por ejemplo con DIAMOND), asigna cada lectura al taxón más específico posible mediante un algoritmo de Ancestro Común Más Bajo (LCA). Además de ofrecer perfiles taxonómicos, permite anotar funciones (p. ej. rutas metabólicas KEGG, COG, GO), calcular diversidad ecológica y explorar dinámicamente las muestras a través de visualizaciones (barras, árboles, PCoA) y reconstruir ensamblajes específicos de grupos de interés .

## Flujo de trabajo en MEGAN[14][14]
Alineamiento de lecturas contra bases de datos de proteínas
Se emplea DIAMOND para comparar todos los reads de ADN contra una base de datos de proteínas de referencia (por ejemplo, NCBI-nr), alcanzando velocidades de hasta 20 000× las de BLASTX sin pérdida de sensibilidad.
Clasificación taxonómica mediante LCA ingenuo
Las alineaciones significativas (puntaje de bits dentro de un porcentaje umbral del mejor hit) se analizan con el algoritmo “Lowest Common Ancestor” (LCA) ingenuo, que asigna cada lectura al nodo taxonómico más bajo que engloba todos los taxones coincidentes en la taxonomía NCBI.
Anotación funcional multimétodo
MEGAN CE integra varios sistemas de clasificación funcional:
- InterPro2GO, un esquema GO-slim adaptado a familias de InterPro.
- SEED, basado en subsistemas y roles funcionales.
- eggNOG, extensión de COGs para ortólogos de nueva generación.
- KEGG, para mapeo de rutas metabólicas.

Almacenamiento y acceso eficiente
Los resultados (lecturas, alineaciones, asignaciones taxonómicas y funcionales) se guardan en archivos RMA o “meganizados” que pueden servir mediante MeganServer, permitiendo la visualización y comparativa de cientos de muestras sin necesidad de mover grandes volúmenes de datos.
Análisis exploratorio e interactivo
- Análisis de diversidad α y β (PCA, clustering) usando múltiples índices ecológicos.
- Ensamblado “gene-céntrico” bajo demanda: el usuario selecciona un clado taxonómico o funcional y MEGAN ensambla al vuelo las lecturas asociadas en contigs.

### Phylopythia
Phylopythia es
un método de binning supervisado desarrollado originalmente por el equipo de Isidore Rigoutsos en IBM Research (Rigoutsos et al., 2007). Se basa en un clasificador de máquinas de vectores de soporte (SVM) entrenado con frecuencias de k-mers extraídas de genomas de referencia.

## Flujo de trabajo de Phylopythia
Primero se realiza un entrenamiento supervisado usando fragmentos de ADN de genomas de referencia, de los cuales se extraen las frecuencias de todos los posibles k-meros (por ejemplo, tetranucleótidos cuando k = 4). Luego, cada contig metagenómico se convierte en un vector de frecuencias de k-meros, que sirve como característica de entrada. Finalmente, un clasificador de Máquinas de Vectores de Soporte (SVM) aprende, a partir de esos vectores etiquetados con su taxón original, a separar distintos grados taxonómicos (de filo a orden). Al aplicar el modelo entrenado, cada nuevo fragmento se asigna al grupo taxonómico más probable según su perfil de k-meros.

## SOrt-ITEMS
Sort-ITEMS es un clasificador taxonómico de fragmentos metagenómicos basado en alineamiento, desarrollado por Innovations Labs de Tata Consultancy Services (TCS) Ltd. (2009)

## Flujo de trabajo de SOrt-ITEMS
BLASTx contra NCBI-nr: Cada lectura metagenómica se alinea mediante BLASTx frente a la base de datos de proteínas nr.
Filtrado y selección de umbrales: Sort-ITEMS procesa la salida de BLASTx evaluando rangos de parámetros (p. ej. identidad, longitud de alineamiento y e-valor) para acotar el rango taxonómico candidato al que podría pertenecer la lectura .
Asignación por ortología: Dentro de ese rango, se recurre a relaciones de ortología (genes homólogos directos) para asignar la lectura al nodo taxonómico más preciso posible.
TCS Innovations Labs ha extendido este enfoque en varios otros algoritmos de alineamiento:
- DiScRIBinATE (2010): mejora la precisión ponderando las relaciones de similitud en múltiples niveles de taxonomía .[18]
- ProViDE (2012): integra perfiles de dominios de proteínas y alineamientos para refinar aún más las asignaciones taxonómicas .[19]
- SPHINX (2013): optimiza la cobertura de la asignación empleando heurísticas de extensión de alineamientos y anotaciones de funciones conservadas .[19]

Juntos, estos métodos basados en alineamiento y ortología permiten un binning robusto, especialmente cuando existen referencias cercanas en las bases de datos.

## DiScRIBinATE
DiScRIBinATE es un método de binning metagenómico basado en alineamientos, desarrollado por Innovations Labs de Tata Consultancy Services (TCS) Ltd. A diferencia de Sort-ITEMS, que emplea un filtrado ortológico tras BLASTx, DiScRIBinATE introduce un enfoque “sin alineación” para la segunda fase, reemplazando la búsqueda ortológica por un sistema rápido de coincidencia de firmas de similitud precomputadas. Esta sustitución permitió reducir a la mitad el tiempo total de agrupamiento sin comprometer la precisión ni la especificidad de las asignaciones taxonómicas. Además, DiScRIBinATE incorpora una estrategia de reclasificación post-procesado que detecta y corrige asignaciones erróneas, disminuyendo significativamente la tasa global de clasificaciones equivocadas .

## Flujo de Trabajo de DiScRIBinATE[21][20]
Alineamiento inicial (BLASTx)
Cada lectura metagenómica se alinea contra la base de datos de proteínas NCBI-nr usando BLASTx.
Se filtran los resultados tomando los mejores «hits» (identidad, cobertura y e-valor) por lectura .
Selección de candidatos taxonómicos
Para cada lectura, se construye una lista de posibles taxones de origen a partir de los accesiones más similares (p. ej. todos los hits dentro del 10 % de la mejor puntuación).
Se determina el rango taxonómico mínimo común (LCA) que abarca esos accesiones, pero sin hacer un segundo alineamiento ortológico completo.
Asignación «sin alineación»
En lugar de validar con un paso de ortología (costoso), DiScRIBinATE compara las distancias de similitud pre-calculadas entre la lectura y los perfiles de cada candidato taxón.
En lugar de validar con un paso de ortología (costoso), DiScRIBinATE compara las distancias de similitud pre-calculadas entre la lectura y los perfiles de cada candidato taxón.
Reclasificación post-procesado
Una vez asignada la lectura, el algoritmo aplica una serie de reglas de confianza:
Si la distancia al taxón asignado supera un umbral de incertidumbre, se «sube» al nivel taxonómico inmediatamente superior (ej., de especie a género).
Esto corrige asignaciones erróneas y reduce la tasa de falsos positivos.
Generación de perfiles taxonómicos
Finalmente, todas las lecturas ya clasificadas se agrupan por taxón para construir el perfil de abundancia de la muestra a distintos niveles (filo → especie).
Este diseño híbrido (alineamiento inicial + asignación rápida «sin alineación» + reclasificación) consigue aproximadamente la mitad del tiempo de cómputo frente a pipelines ortológicos puros, manteniendo una alta precisión y especificidad.

## ProViDE
ProViDE es un método de binning basado en alineación, desarrollado por los Laboratorios de Innovación de Tata Consultancy Services (TCS) Ltd., específicamente para caracterizar la diversidad viral en datos metagenómicos de viromas (i.e. metagenomas enriquecidos en virus). A diferencia de los enfoques generales, ProViDE emplea un esquema de ortología inversa similar a SOrt-ITEMS, pero ajustado con umbrales de BLASTx optimizados para reflejar la alta divergencia y la jerarquía taxonómica irregular propia de los virus.

## Flujo de Trabajo ProViDE[22]
Búsqueda de similitud
Cada lectura metagenómica se alinea contra una base de datos de proteínas víricas de referencia mediante BLASTx. Se usan parámetros personalizados —como E-value, porcentaje mínimo de identidad y longitud de alineamiento— diseñados para capturar los patrones de divergencia propios de los virus.
Selección de candidatos
A continuación se filtran las alineaciones que no alcanzan los umbrales específicos de ProViDE, descartando así falsos positivos que podrían corresponder a secuencias de alta divergencia no víricas.
Asignación por ortología inversa
Para cada lectura que supera el filtrado, ProViDE compara los taxones de sus mejores hits BLASTx y aplica un algoritmo de ortología inversa. Primero identifica la lista de taxones posibles usando el LCA (último ancestro común) de los hits aceptables, y luego reclasifica la lectura en el nivel taxonómico más específico que mantenga coherencia ortológica.
Consolidación de perfiles
Las lecturas ya clasificadas se agregan para estimar la abundancia relativa de cada orden, familia o género viral en la muestra. De este modo se construye un perfil de diversidad viral que puede compararse entre distintas condiciones o series temporales.
Informe de diversidad
Finalmente, ProViDE genera tablas de recuentos y visualizaciones (gráficos de barras, árboles de abundancia) que muestran la composición del viroma, facilitando su interpretación y comparación.

## PCAHIER
PCAHIER es un algoritmo de clasificación supervisada desarrollado por el Georgia Institute of Technology que emplea las frecuencias de oligonucleótidos de longitud n (n-mer) como vectores de características para fragmentos cortos de metagenomas. Mediante un Análisis de Componentes Principales (PCA), reduce la alta dimensionalidad inherente a este espacio de frecuencia, y a continuación aplica un clasificador jerárquico que agrupa los contigs en niveles taxonómicos anidados. La evaluación original demostró que PCAHIER supera en resolución a métodos no jerárquicos y compite favorablemente con clasficadores establecidos como TETRA y Phylopythia

## Flujo de trabajo de PCAHIER[23]
Extracción de k-meros Cada fragmento genómico se descompone en todas las subsecuencias posibles de longitud n, de modo que cada contig queda representado por un vector de frecuencias de estos n-meros.
Reducción de dimensionalidad Se aplica PCA para transformar estos vectores de alta dimensión a un espacio más pequeño que capture la mayor parte de la varianza de los datos, preservando diferencias composicionales relevantes.
Clasificación jerárquica En este espacio reducido, un clasificador jerárquico asigna progresivamente cada contig a clados taxonómicos de nivel creciente (por ejemplo, filo → clase → orden), eligiendo en cada paso la rama con mayor similitud estadística.
Validación comparativa El rendimiento de PCAHIER se valida frente a un clasificador no jerárquico y contra métodos de referencia (TETRA y Phylopythia), demostrando mayor precisión y estabilidad en la recuperación de agrupamientos taxonómico

## SPHINX
SPHINX es un algoritmo híbrido de binning desarrollado por Innovations Labs de Tata Consultancy Services (TCS) Ltd. que combina lo mejor de los métodos basados en composición de secuencias y en alineación para maximizar tanto la velocidad como la precisión. Fue diseñado para procesar datos metagenómicos con la rapidez de los enfoques puramente composicionales (por ejemplo, frecuencia de k-meros) y con la especificidad de los métodos basados en alineamientos de referencia.

## Flujo de trabajo de SPHINX[25]
Extracción de señales composicionales: SPHINX primero calcula para cada contig o lectura metagenómica las frecuencias de oligonucleótidos (e.g., tetranucleótidos) como vector de características. BioMed Central
Agrupamiento preliminar “por composición”: A continuación emplea un algoritmo de clustering ultrarrápido sobre esos vectores para formar grupos candidatos basados únicamente en similitud de firmas composicionales. BioMed Central
Selección de contigs representativos: De cada grupo preliminar se seleccionan uno o varios contigs “centroides” que mejor representen la firma composicional del cluster. BioMed Central
Alineamiento selectivo: Estos centroides se alinean contra la base de datos de referencia (por ejemplo, NCBI-nr) usando BLASTx, obteniendo hits de proteínas que sugieren una clasificación taxonómica. BioMed Central
Integración de señales y asignación final: Para cada cluster se combinan las asignaciones basadas en composición y alineamiento; si la mayoría de centroides apuntan a un mismo taxón, todo el bin se etiqueta con ese taxón. De lo contrario, se relaja la asignación a un nivel taxonómico superior (p. ej. familia o filo). BioMed Central
Optimización y evaluación: Finalmente, SPHINX evalúa la cohesión interna de cada bin y la consistencia de cobertura entre muestras (si aplica), descartando contigs espurios y refinando los límites de los bins.

## INDUS
INDUS es un algoritmo de binning no supervisado basado exclusivamente en la composición de oligonucleótidos, desarrollado por los Laboratorios de Innovación de Tata Consultancy Services (TCS). Para cada fragmento metagenómico, calcula vectores de frecuencia de k-meros (por ejemplo tetranucleótidos) y enriquece estos perfiles con estadísticas de covarianza y varianza entre oligómeros. Luego aplica un clustering jerárquico optimizado para grandes volúmenes de datos que agrupa fragmentos por similitud composicional, refinando posteriormente cada cluster en función de su homogeneidad interna para obtener bins de alta pureza, sin recurrir a alineamientos con bases de datos de referencia.

## Flujo de Trabajo de INDUS[26]
Cálculo de frecuencias de oligonucleótidos: INDUS comienza extrayendo vectores de frecuencias de k-meros (p. ej., tetranucleótidos) para cada fragmento metagenómico, normalizando estas frecuencias contra la composición global del conjunto de datos.
Construcción de perfiles composicionales: A partir de los vectores de k-meros se generan perfiles estadísticos enriquecidos con medidas de varianza y covarianza entre oligómeros, lo que mejora la sensibilidad frente a ruido de secuenciación.
Clustering jerárquico rápido: Se aplica un algoritmo de clustering jerárquico aglomerativo optimizado para grandes volúmenes, que agrupa fragmentos por similitud composicional sin necesidad de alineamientos previos.
Refinamiento de bins: Cada cluster inicial se refina evaluando la homogeneidad interna de oligonucleótidos y, de ser necesario, subdividiendo clusters demasiado heterogéneos mediante divisiones basadas en estadísticos de distancia compuesta.
Validación taxonómica opcional: Aunque INDUS es no supervisado, puede complementarse con alineamientos BLASTx de fragmentos representativos para verificar y ajustar asignaciones a niveles taxonómicos superiores cuando la composición pura resulte ambigua.

## TWARIT
TWARIT es otro método de binning por composición de TCS que extiende las frecuencias de k-meros con métricas avanzadas como entropía de Shannon y sesgos de di-nucleótidos, y añade un filtrado previo de contigs atípicos basándose en sus valores estadísticos extremos. Emplea un clustering por densidad (DBSCAN adaptado al espacio composicional) para identificar bins de alta cohesión sin necesidad de definir el número de grupos de antemano, e incluye pasos iterativos de optimización de parámetros y en diseños multimensuales la integración opcional de la cobertura de lectura como dimensión adicional, lo que mejora la discriminación de cepas y la pureza final de los MAG .

## Flujo de trabajo de TWARIT[27]
Extracción de señales composicionales y estadísticas avanzadas: TWARIT enriquece los vectores de k-meros con métricas derivadas—como entropía de Shannon y sesgo de di-nucleótidos—para capturar firmas de genomas con alta precisión.
Filtrado de contigs espurios: Antes del clustering, TWARIT descarta fragmentos cuya composición queda fuera de los límites estadísticos de la población (p. ej., valores extremos de entropía o contenido de GC), reduciendo falsos bins.
Clustering basado en densidad: Usa un método de clustering DBSCAN adaptado al espacio de características, identificando grupos de alta densidad composicional sin requerir el número de clusters a priori.
Optimización iterativa de bins: Para cada cluster, TWARIT ajusta sus parámetros de densidad y distancia re-ejecutando DBSCAN localmente, mejorando la cohesión y separación de bins vecinos.
Integración de cobertura (opcional): En estudios multimensuales, se incorpora la cobertura de lectura por muestra como dimensión adicional, fusionando o separando bins según patrones de abundancia correlacionados.

## METABAT
MetaBAT (Metagenome Binning based on Abundance and Tetranucleotide frequencies) es un software de binning automático que integra dos tipos de "señales" para agrupar contigs procedentes de un mismo organismo en muestras metagenómicas complejas, MetaBAT modela estadísticamente la distancia de cobertura (abundancia) de cada contig entre muestras y la distancia composicional basada en patrones de tetranucleótidos, combinándolas en una función de probabilidad que luego se optimiza mediante un algoritmo de agrupamiento basado en grafos para generar los bins o MAGs.

## Flujo de trabajo de METABAT[28]
Preparación de datos de entrada: se parte de un ensamblado de metagenoma (contigs ≥1 kb) y un archivo BAM con las lecturas mapeadas a esos contigs, desde uno o varios metagenomas.
Cálculo de perfiles de cobertura: MetaBAT extrae la cobertura de cada contig en cada muestra (o en el conjunto total si es un solo BAM) y estima la media y varianza de cobertura para cada contig.
Cálculo de distancias composicionales: para cada contig se calcula la frecuencia normalizada de los 256 tetranucleótidos posibles y se computa una distancia Z entre cada par de contigs, lo que refleja diferencias en firma composicional.
Integración de señales: se convierten ambas distancias en probabilidades (usando distribuciones empíricas de distancias observadas en genomas completos de referencia) y se combinan en una única distancia probabilística ponderada para cada par de contigs.
Construcción de grafo y clustering: se construye un grafo donde los nodos son contigs y las aristas están ponderadas por la distancia combinada. Un algoritmo de agrupamiento basado en modularidad (similar a Louvain) detecta comunidades densas, que corresponden a bins de contigs.
Refinamiento y extracción de MAGs: cada comunidad de contigs se exporta como un MAG, listo para evaluación de completitud y contaminación con herramientas como CheckM

## MAXBIN
MaxBin (y su versión actualizada MaxBin 2.0) es un método de binning de contigs desarrollado para automatizar la recuperación de metagenome-assembled genomes (MAGs) a partir de ensamblajes metagenómicos usando un modelo probabilístico de Expectation–Maximization (EM) que integra: Frecuencias de tetranucleótidos (composición de cada contig) Perfiles de abundancia (cobertura de cada contig en una o varias muestras) Marcadores unicopia universales (presencia de genes ribosomales y otros genes esenciales en copia única).
Los marcadores unicopia sirven como “semillas” taxonómicas: MaxBin busca primero estos genes en los contigs, asigna una probabilidad inicial de bin a cada contig en base a la coincidencia con esos marcadores, y luego refina estas asignaciones bajo un algoritmo EM que itera entre calcular la probabilidad de asignación de contigs a bins dados los perfiles de composición y abundancia, y actualizar los parámetros de los bins para maximizar la verosimilitud conjunta.

## Flujo de trabajo de MAXBIN[31]
Detección de genes marcadores.
Se escanean los contigs (≥ 1 kb) con HMMs de 107 genes unicopia universales.
Cálculo de perfiles de cobertura.
A partir de los archivos BAM de lecturas mapeadas, se extrae la cobertura media de cada contig.
Estimación de composición.
Se calculan las frecuencias normalizadas de tetranucleótidos para cada contig.
Inicialización de bins.
Cada contig que contiene un marcador actúa como semilla de un bin provisional, dotado de un perfil inicial de composición y abundancia.
Algoritmo de Expectation–Maximization.
E-step: para cada contig, se calcula la probabilidad de pertenecer a cada bin según los modelos actuales de composición y cobertura.
M-step: se actualizan los parámetros de cada bin (centroides de composición y distribución de cobertura) para maximizar la probabilidad de las asignaciones.
Este ciclo se repite hasta convergencia o hasta alcanzar el número máximo de iteraciones.
Extracción de MAGs.
Los contigs con alta probabilidad de pertenecer al mismo bin se agrupan, y cada bin se exporta como un MAG para su evaluación de calidad posterior.